# Internationaal Wegcriterium 2005
De etappekoers Internationaal Wegcriterium 2005 (Frans: Critérium International 2005) werd gereden in het weekeinde van zaterdag 26 en zondag 27 maart 2005. Het was de 74ste editie van deze Franse voorjaarswedstrijd, die deel uitmaakte van de UCI Europe Tour 2005.

## Etappe-overzicht
| etappe | datum    | start                | eindstreep           | afstand | winnaar       | klassementsleider |
| ------ | -------- | -------------------- | -------------------- | ------- | ------------- | ----------------- |
| 1e     | 26 maart | Vouziers             | Charleville-Mézières | 187 km  | Isaac Gálvez  | Isaac Gálvez      |
| 2e     | 27 maart | Les Vieilles-Forges  | Monthermé            | 98,5 km | Thomas Dekker | Thomas Dekker     |
| 3e     | 27 maart | Charleville-Mézières | Charleville-Mézières | 8,3 km  | Bobby Julich  | Bobby Julich      |

## Etappe-uitslagen

### 1e etappe
| Vouziers – Charleville-Mézières (187 km) |                |                         |          |
| Plaats                                   | Naam           | Ploeg                   | Tijd     |
| Winnaar                                  | Isaac Gálvez   | IB-Caisse d'Epargne     | 4u36'04" |
| 2                                        | Erik Zabel     | T-Mobile Team           | z.t.     |
| 3                                        | Robert Förster | Team Gerolsteiner       | z.t.     |
|                                          |                |                         |          |
| 11                                       | Maxime Monfort | Landbouwkrediet-Colnago | z.t.     |

### 2e etappe
| Les Vieilles-Forges – Monthermé (98.5 km) |                |                         |          |
| Plaats                                    | Naam           | Ploeg                   | Tijd     |
| Winnaar                                   | Thomas Dekker  | Rabobank                | 2u25'56" |
| 2                                         | Jörg Jaksche   | Liberty Seguros         | z.t.     |
| 3                                         | Bobby Julich   | Team CSC                | +00'03"  |
|                                           |                |                         |          |
| 24                                        | Maxime Monfort | Landbouwkrediet-Colnago | +02'19"  |

### 3e etappe
| Charleville-Mézières – Charleville-Mézières (tijdrit over 8.3 km) |                   |                         |         |
| Plaats                                                            | Naam              | Ploeg                   | Tijd    |
| Winnaar                                                           | Bobby Julich      | Team CSC                | 10'05"  |
| 2                                                                 | Jens Voigt        | Team CSC                | +00'03" |
| 3                                                                 | Kurt-Asle Arvesen | Team CSC                | +00'11" |
|                                                                   |                   |                         |         |
| 4                                                                 | Thomas Dekker     | Rabobank                | z.t.    |
| 25                                                                | Maxime Monfort    | Landbouwkrediet-Colnago | +00'40" |

## Eindklassementen
| Plaats    | Naam                  | Ploeg                | Tijd      |
| --------- | --------------------- | -------------------- | --------- |
| Gele trui | Bobby Julich          | Team CSC             | 07u12'08" |
| 2         | Thomas Dekker         | Rabobank             | +00' 08"  |
| 3         | Jörg Jaksche          | Liberty Seguros      | +00' 23"  |
| 4         | Ivan Basso            | Team CSC             | +00' 50"  |
| 5         | Jens Voigt            | Team CSC             | +01' 28"  |
| 6         | Rubén Plaza           | Comunidad Valenciana | +01' 43"  |
| 7         | David Blanco          | Comunidad Valenciana | z.t.      |
| 8         | Denis Mensjov         | Rabobank             | +01' 57"  |
| 9         | José Alberto Martínez | Agritubel            | +02' 06"  |
| 10        | Kurt-Asle Arvesen     | Team CSC             | +02' 09"  |

| Plaats      | Naam          | Ploeg    | Punten |
| ----------- | ------------- | -------- | ------ |
| Groene trui | Bobby Julich  | Team CSC | 25     |
| 2           | Thomas Dekker | Rabobank | 23     |
| 3           | Jens Voigt    | Team CSC | 22     |

| Plaats        | Naam          | Ploeg           | Punten |
| ------------- | ------------- | --------------- | ------ |
| Bolletjestrui | Jörg Jaksche  | Liberty Seguros | 36     |
| 2             | Bobby Julich  | Team CSC        | 19     |
| 3             | Thomas Dekker | Rabobank        | 8      |

| Plaats     | Naam           | Ploeg                | Tijd      |
| ---------- | -------------- | -------------------- | --------- |
| Witte trui | Thomas Dekker  | Rabobank             | 07h12'16" |
| 2          | Rubén Plaza    | Comunidad Valenciana | + 01' 35" |
| 3          | Joost Posthuma | Rabobank             | + 02' 19" |

| Plaats | Ploeg                      | Tijd      |
| ------ | -------------------------- | --------- |
|        | Team CSC                   | 21u38'10" |
| 2      | Rabobank                   | +02' 07"  |
| 3      | Comunidad Valenciana-Elche | +05' 05"  |

1932 · 1933 · 1934 · 1935 · 1936 · 1937 · 1938 · 1939 · 1940 · 1941 (bezet + vrij) · 1942 (bezet + vrij) · 1943 (bezet + vrij) · 1944 · 1945 · 1946 · 1947 · 1948 · 1949 · 1950 · 1951 · 1952 · 1953 · 1954 · 1955 · 1956 · 1957 · 1958 · 1959 · 1960 · 1961 · 1962 · 1963 · 1964 · 1965 · 1966 · 1967 · 1968 · 1969 · 1970 · 1971 · 1972 · 1973 · 1974 · 1975 · 1976 · 1977 · 1978 · 1979 · 1980 · 1981 · 1982 · 1983 · 1984 · 1985 · 1986 · 1987 · 1988 · 1989 · 1990 · 1991 · 1992 · 1993 · 1994 · 1995 · 1996 · 1997 · 1998 · 1999 · 2000 · 2001 · 2002 · 2003 · 2004 · 2005 · 2006 · 2007 · 2008 · 2009 · 2010 · 2011 · 2012 · 2013 · 2014 · 2015 · 2016